# Pałac w Piławie Dolnej
Pałac w Piławie Dolnej – zabytkowy pałac wybudowany w XVI w. w Piławie Dolnej, pierwotnie jako renesansowy dwór.

## Położenie
Pałac położony jest w Piławie Dolnej – wsi w Polsce, w województwie dolnośląskim, w powiecie dzierżoniowskim, w gminie Dzierżoniów.

## Historia
Wybudowany w drugiej połowie XVI wieku na polecenie ówczesnego właściciela Piławy, Heinricha von Netz. Była to budowla dwukondygnacyjna, trzytraktowa, podpiwniczona, otoczona fosą. W wieku XVIII obiekt przebudowano w stylu barokowym, zmieniając m.in. konstrukcję dachów na mansardowe. Od 1945 r. opuszczony.